# Simca 8
O Simca 8 é um automóvel produzido pela Simca e vendido na França entre novembro de 1937 e 1951 (incluindo o tempo de guerra), disponível como um sedã, cupê ou conversível. Era um Fiat 508C "nuova Balilla" rebatizado, feito na fábrica da Simca da Fiat em Nanterre, França.

## Lançamento de alto nível quebrando recordes
O Simca 8 foi apresentado pela primeira vez, no Salão do Automóvel de Paris em outubro de 1937, e as vendas na França começaram quase imediatamente em novembro. No início do verão seguinte, Henri Pigozzi, o chefe energético da Simca, organizou uma corrida de resistência em três partes sob a supervisão do Automóvel Clube da França. Um único Simca 8 empreendeu uma corrida "ininterrupta" de 50.000 quilômetros dividida da seguinte forma:
- 10.000 quilômetros percorrendo o circuito de Montlhéry com média de 115,1 km/h e consumo de 12,6 km/L
- 20.000 quilômetros em estradas abertas com média de 65 km/h e consumo de 16,6 km/L
- 20.000 quilômetros em Paris com média (impressionante) de 54 km/h e consumo de 15,4 km/L

Os 10.000 km iniciais ao redor do circuito de corrida ao sul de Paris envolveram a quebra de nada menos que 8 recordes internacionais, embora o anúncio do fabricante incluindo essas informações não explique quais eram esses recordes. O propósito do exercício era, é claro, ganhar publicidade positiva para o Simca 8, e assim que os 50.000 quilômetros foram completados, em 12 de maio de 1938, um jantar de imprensa foi organizado no qual os jornalistas puderam jantar com os pilotos, os monitores do ACF e os diretores da Simca, bem como representantes da Shell e da Dunlop, cujos produtos presumivelmente desempenharam um papel fundamental no exercício.
O resumo impresso do evento, usado para anunciar ao público em geral, concluiu com um convite para que o leitor "achetez la même voiture" (compre o mesmo carro).

## O motor
O '8' no nome do carro não indicava um motor de oito cilindros; ele tinha apenas quatro cilindros e era oficialmente classificado como um veículo de 6 CV para fins fiscais. O oito provavelmente significa 1938, o primeiro ano modelo do carro. No lançamento, o carro apresentava um motor de 1.089 cc com uma potência declarada de 32 cv a 4.000 rpm. A alimentação de combustível vinha por meio de um carburador Solex de 30 mm e válvulas suspensas acionadas, usando hastes e balancins, por um eixo de comando montado lateralmente. Uma característica incomum na época era o uso de alumínio para o cabeçote do cilindro.
Em setembro de 1949, pouco antes de ser substituído em 1951, o Simca 8 adquiriu o motor de 1.221 cc projetado pela Fiat, que também seria empregado em seu sucessor, o Simca 9 Aronde. Vendido como Simca 8/1200, este modelo desenvolve 41 cv e recebeu uma frente redesenhada.

## A carroceria
No lançamento, apenas duas carrocerias foram oferecidas, sendo um sedã de 4 portas e um conversível de 2 portas. Isso contrastava com o primo italiano do Simca, para o qual uma linha mais ampla de carrocerias estava disponível desde o início, e também marcava um afastamento da estratégia seguida pela própria Simca com o modelo predecessor, o Simca-Fiat 6CV, que havia sido oferecido com uma linha quase tão ampla de variantes de carroceria quanto seu parente produzido em Turim. A carroceria do sedã de 4 portas era incomum, pois não havia pilar central entre as portas dianteiras, articuladas na frente, e as portas traseiras, articuladas na parte traseira (arranjo conhecido como portas suicidas), permitindo acesso particularmente fácil quando uma porta dianteira e traseira eram abertas simultaneamente. Em 1937, o Simca 8 Berline de 4 portas tinha um preço de 23.900 francos para uma versão "Normale" e 25.900 francos para um "Grande Luxe". O Peugeot 202 fez sua estreia apenas seis meses depois, na primavera de 1938, e foi cotado a 21.300 francos para uma versão "Normale" e a 22.500 francos para uma "Luxe". Os carros eram similares em tamanho e potência, mas os dados de vendas sugerem que o mercado encontrou espaço para ambos, apesar do preço mais alto do Simca.
A linha pós-guerra tornou-se mais ampla, com versões cupê, conversível e, depois de 1948, perua listadas, mas todas eram substancialmente mais caras do que o sedã: praticamente todos os carros vendidos ainda eram Simca 8 Berline, que no início de 1947 custavam 330.000 francos contra 420.000 francos do conversível. O concorrente um pouco maior, mas também mais lento, da Peugeot, o 202, custava 303.600 francos, incluindo teto solar.
Em 1949, junto com a atualização do motor, o Simca 8 passou por algumas revisões na grade e outras pequenas atualizações.

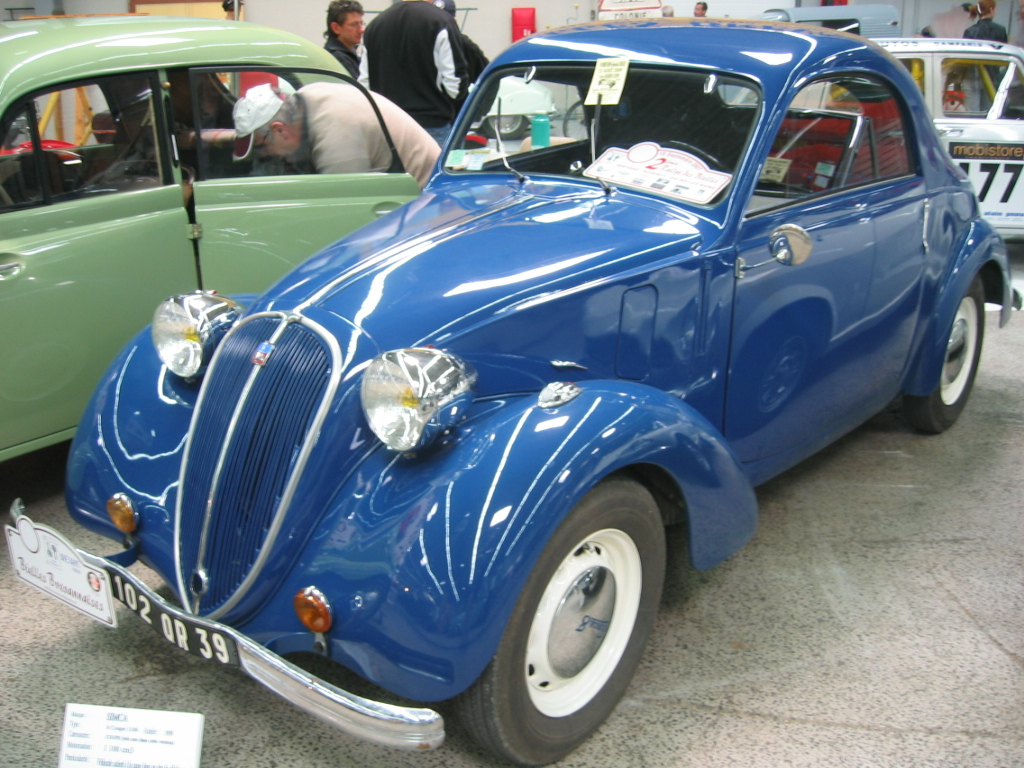
Simca 8 coupé deux places (cupê de 2 lugares)
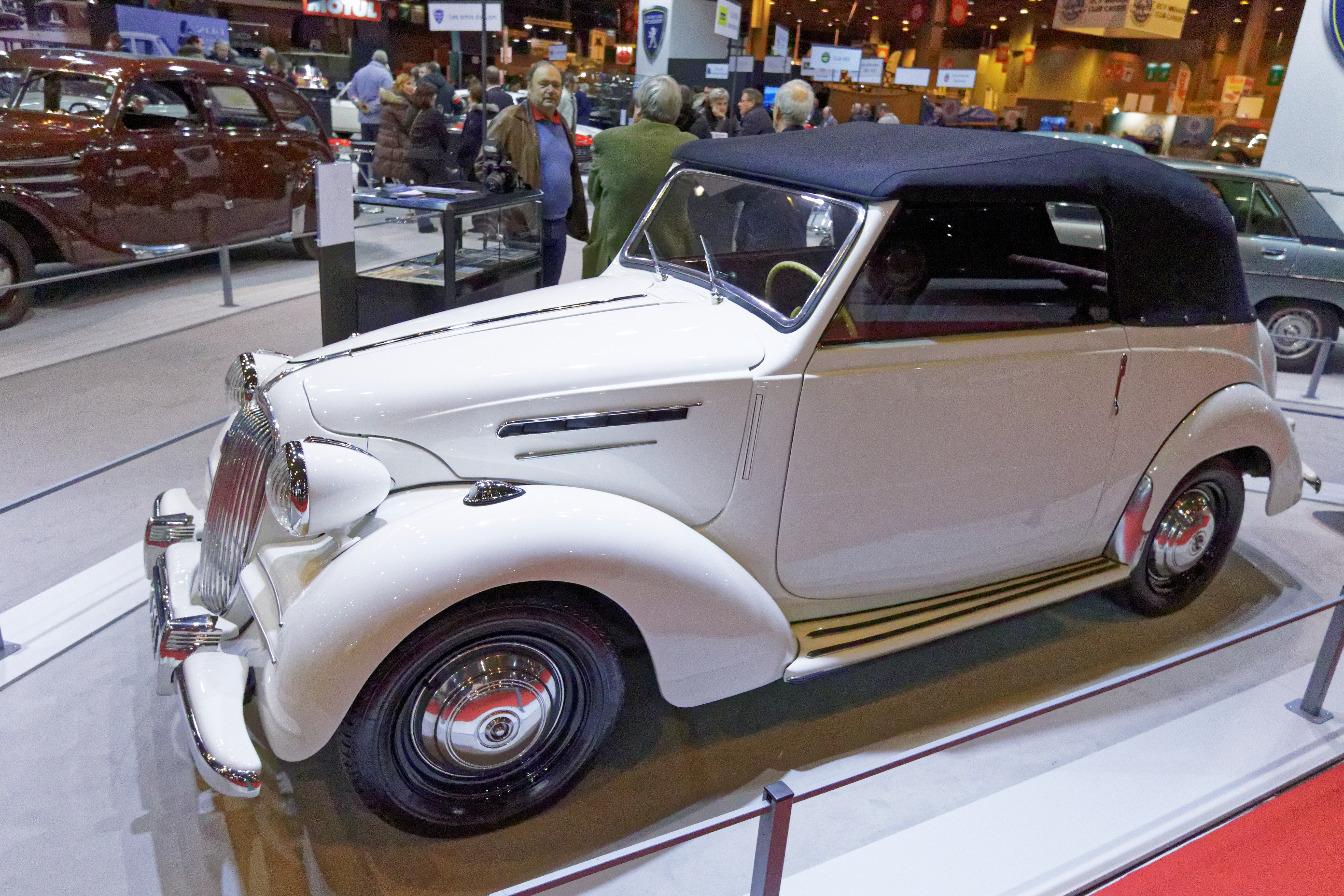
Simca 8/1200 Cabriolet 1950
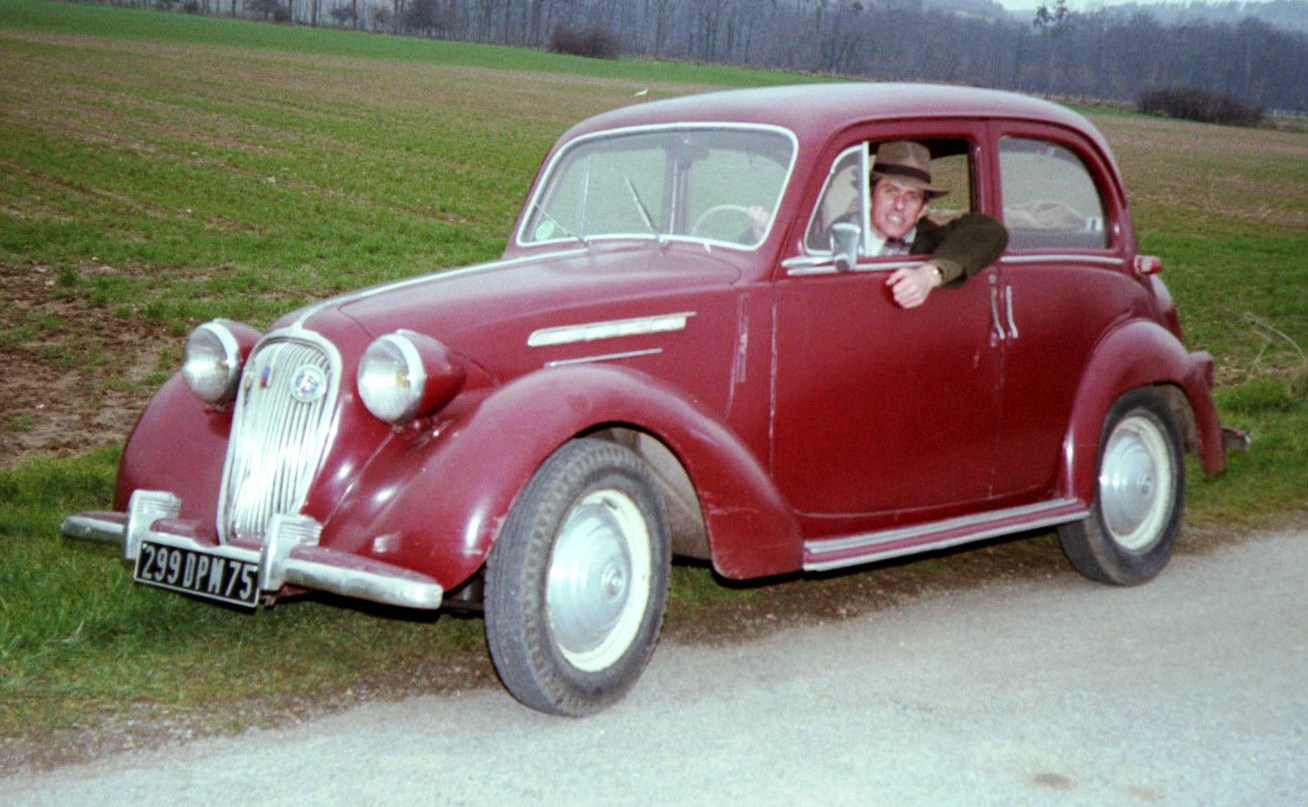
Simca 8/1200 sedã de 4 portas
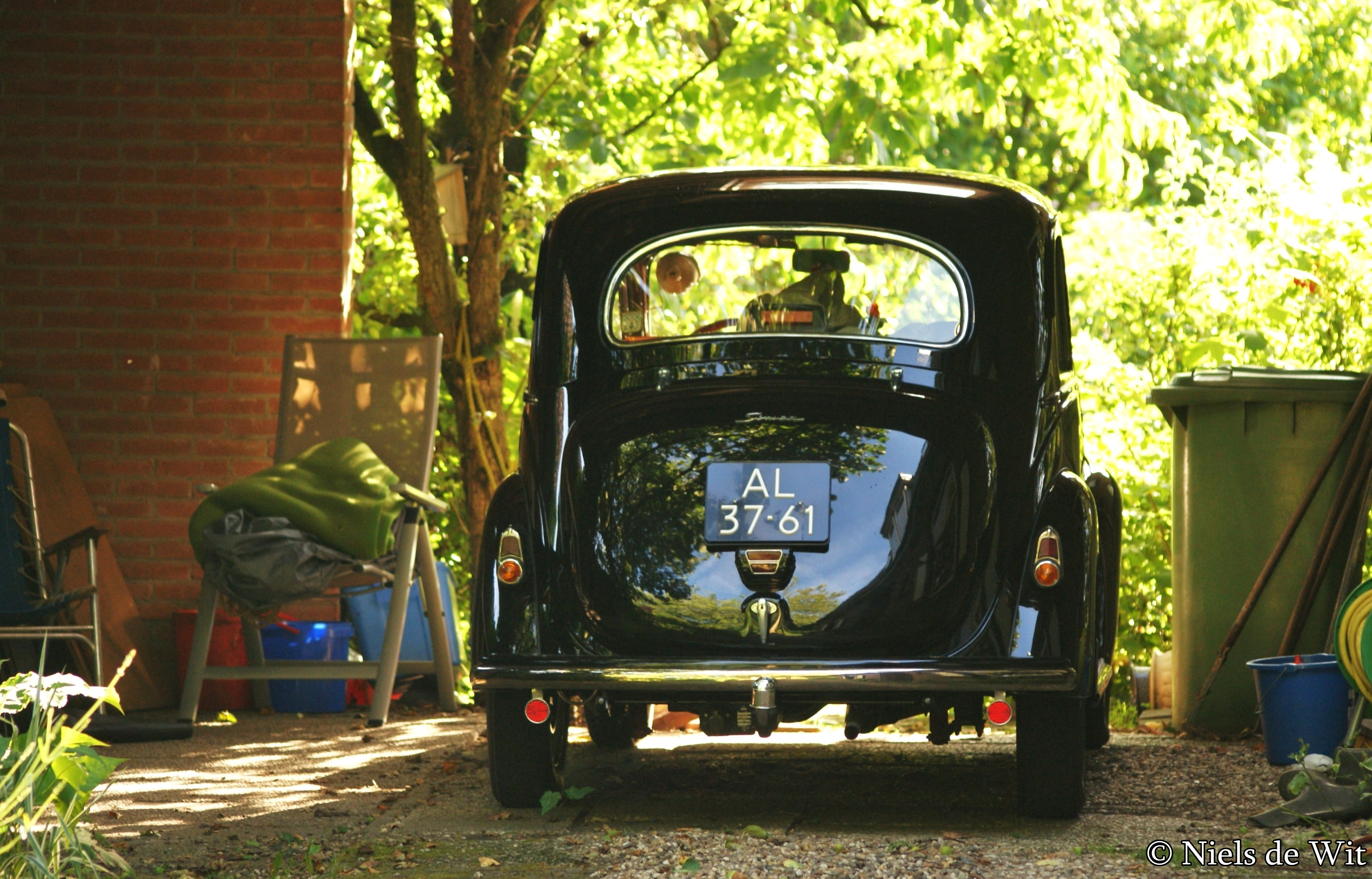
Simca 8/1200 sedã dos últimos anos de fabricação (vista traseira)

## Reação do mercado
O Simca 8 recebeu elogios por seu temperamento animado e excelente economia de combustível. As quatro relações na nova caixa de câmbio foram escolhidas para que, mesmo em cruzeiro a 110 km/h, o consumo de combustível permanecesse razoável, e definidas para permitir um bom progresso em estradas rurais e aceleração razoável, mesmo em áreas montanhosas.  O carro também vinha com direção excepcionalmente precisa e freios controlados hidraulicamente eficientes que não superaqueciam.
Os comentaristas, no entanto, notaram que o motor era barulhento quando trabalhava duro, os indicadores de direção (estilo semáforo) eram frágeis e a suspensão dianteira ambiciosamente sofisticada também se mostrou frágil quando confrontada com as estradas rurais da França, muitas das quais ainda não eram pavimentadas. A caixa de câmbio podia ser desagradável ao mudar a terceira marcha para a segunda, e o carro era grande o suficiente para apenas quatro pessoas, com apenas uma pequena área de armazenamento para bagagem, localizada em uma posição de difícil acesso atrás do banco traseiro e sem nenhum acesso externo.

## Comércio
Durante a maior parte do tempo, os principais concorrentes do Simca 8 foram o "porão de pechinchas" Renault Juvaquatre e o Peugeot 202. Após a guerra, com a linha Juvaquatre restrita a uma versão perua, e a Peugeot movendo metade de um segmento de mercado para cima no final de 1948, substituindo o Peugeot 202 pelo maior 203, as vendas do Simca 8 se mantiveram impressionantemente, embora o carro estivesse agora claramente se aproximando do fim de sua produção. Em 1948, o Simca 8 foi o campeão de vendas da Simca, com aproximadamente 14.000 vendidos; quase todos eram sedãs. Dois anos depois, em seu penúltimo ano, o carro estava sendo produzido em uma taxa ainda maior.
A principal complicação surgiu do fato de que o carro era, na maioria dos aspectos, um Fiat rebatizado, o que comprometia seu potencial de exportação, o que foi um problema específico após a guerra, quando o governo (e o estado da economia francesa) exigiam esforços heroicos de exportação das principais montadoras francesas.
O mercado de carros francês no início dos anos 1950 era concentrado, com apenas três modelos (Renault 4CV, Peugeot 203 e Citroën Traction Avant) entre eles respondendo por dois terços das vendas domésticas em 1950. No entanto, como o quarto carro mais vendido de 1950, o Simca 8 com vendas unitárias de 17.705 naquele ano alcançou uma respeitável participação de mercado de 10,2%. No total, 112.363 exemplares foram construídos ao longo de sua produção de 14 anos, abrangendo a Guerra Mundial.